# Vilémov (powiat Chomutov)
Vilémov – miejscowość i gmina (obec) w Czechach, w kraju usteckim, w powiecie Chomutov. W 2022 roku liczyła 611 mieszkańców.